# Museo archeologico nazionale di Metaponto
Il Museo archeologico nazionale di Metaponto è un museo situato a Metaponto, in Basilicata. Ospita i principali reperti rinvenuti nel territorio circostante l'antica Metaponto e alcuni reperti provenienti dalla vicina zona di Pisticci e dall'area archeologica dell'Incoronata, ivi situata.
Nei due lotti del Museo, costruito su una collinetta artificiale, sono conservati circa 2000 oggetti del passato, che raccontano il territorio dell'antica colonia greca dalla preistoria all'età tardo-antica. Nel museo sono esposti un gran numero di manufatti italioti e vasi micenei, su alcuni dei quali sono raffigurate scene dell'Iliade  e dell'Odissea, monete e vasi raffiguranti divinità greche.
Dal dicembre 2014 il Ministero per i beni e le attività culturali lo gestisce tramite il Polo museale della Basilicata, nel dicembre 2019 divenuto Direzione regionale Musei.

## Collezioni
Il museo si articola in 4 sale:
- i reperti preistorici
- la colonizzazione greca tra VIII secolo a.C. e VII secolo a.C.
- l'integrazione tra greci e indigeni
- l'età romana

I reperti esposti di epoca preistorica consistono in vari oggetti e suppellettili rinvenuti in corredi funerari tra cui spiccano gioielli e oggetti in bronzo e in avorio di altà qualità.
In questa sala sono in mostra manufatti della cultura indigena e vasi italo-micenei, realizzati sul posto da artigiani esperti.
Con la crescita delle comunità locali e l'aumento delle risorse economiche si arricchirono anche i corredi funerari come quelli di San Teodoro e dell'Incoronata.
Il metallo più usato per comporre gli ornamenti personali è il bronzo; alcuni oggetti indicano la vivacità degli scambi commerciali, dell'organizzazione sociale e del livello di specializzazione raggiunto dagli indigeni.
Sul colle dell'Incoronata dove sono stati rinvenuti vasi corinzi risalenti alla seconda metà dell'VIII secolo. Le anfore sono la testimonianza che gli artigiani greci hanno esercitato in questa zona. Su questi vasi sono spesso rappresentate figure e tradizioni mitologiche.
Il  sito  ospitò un numero crescente di maestranze e commercianti di  provenienza orientale. Lo testimoniano anfore da trasporto, ceramiche da mensa e piccoli contenitori decorati. L'abbandono dell’abitato dell'Incoronata coincide con la fondazione achea di Metaponto.
Tra i reperti archeologici troviamo il Perirrhanterion che è riemerso all'Incoronata nel territorio di Pisticci e Metaponto. È costruito in argilla colorata, è alto 90cm e il diametro della vasca è di 80cm. Questo bacino veniva utilizzato nei riti purificatori con l'acqua. Su di esso sono rappresentate vicende e figure mitologiche, che raffigurano esempi di forza, arguzia e audacia.

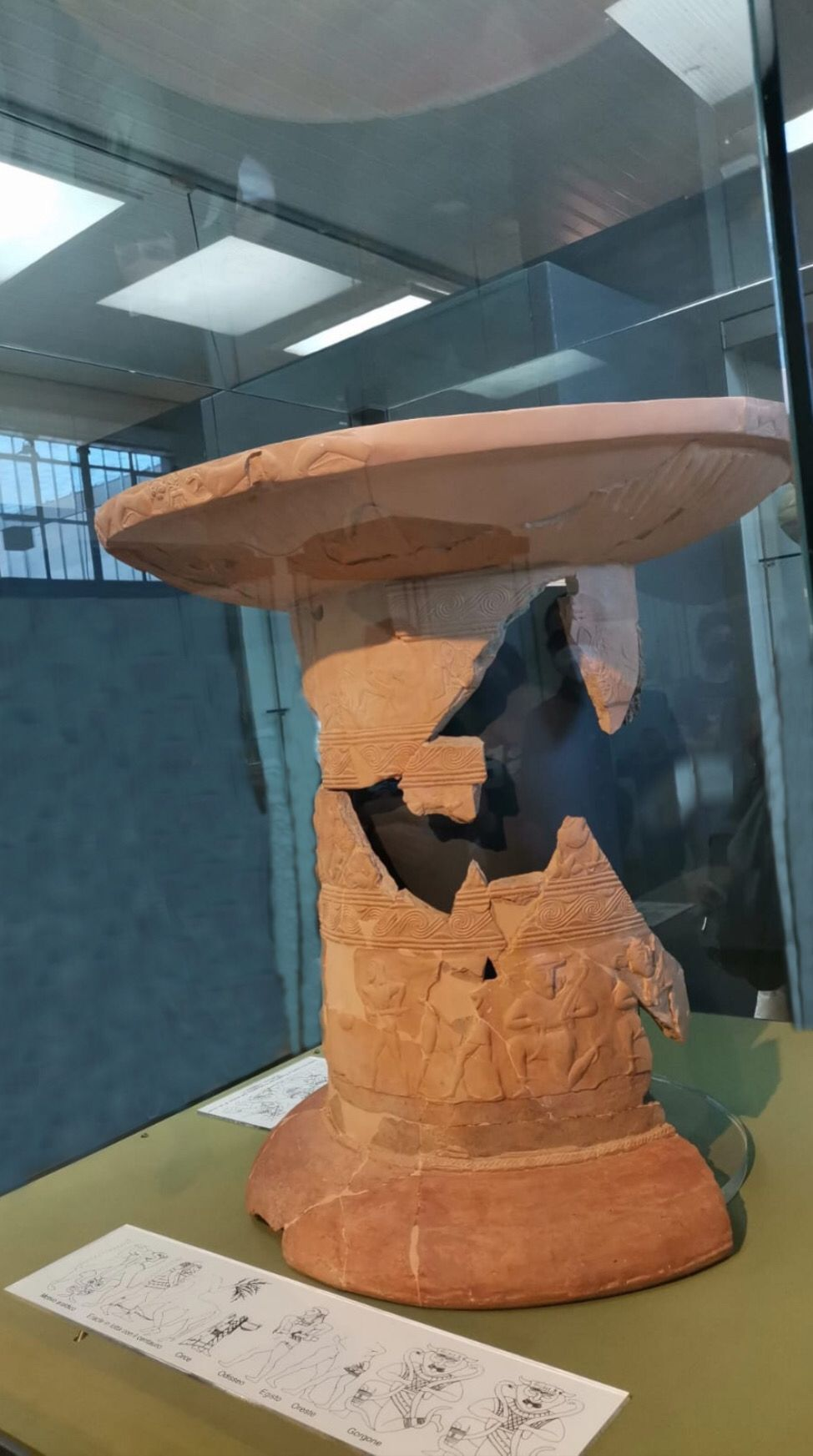
Perirrhanterion Museo archeologico Metaponto

Tra i reperti preistorici è possibile trovare anche una "Hydria", ovvero un vaso che veniva utilizzato sia per contenere l'acqua che per versarla. Sulla superficie del vaso sono dipinte figure geometriche e persone impegnate in azioni di vita quotidiana. In una di queste scene è rappresentato Eros intento a giocare con una colomba, che rimanda all'innamoramento della donna seduta alla destra di Eros. Ai lati ci sono le ancelle che espongono oggetti domestici, soprattutto di uso femminile.
La maggioranza delle testimonianze di età greca provengono dal sito dell'Incoronata di Pisticci, con coppe, tazze e ceramiche decorate, tra cui spicca l'incensiere con fusto decorato da animali e scene mitologiche. Di datazione successiva sono invece i reperti provenienti dai templi di Metaponto con numerosi vasi e coppe dipinte.
Di età romana sono invece le ceramiche grigie ellenistiche, sigillate romane e africane e tardoimperiali dell'Asia Minore.
Nel III secolo a.C. iniziarono le campagne militari e politiche di Roma nei confronti della Magna Grecia, che cambiarono l'organizzazione della penisola italica soprattutto nella zona dell'odierna Basilicata. Di quest'ultima ricordiamo la colonizzazione di Venusia e il trattato di pace tra Heraclea e Roma. Nonostante gli scontri tra Cartagine e Roma, il II secolo a.C. è stato per quest'area un periodo florido. La guerra sociale e la rivolta di Spartaco provocarono gravi conseguenze alle colonie di Venusia, Metaponto, Heraclea. Dopo la prima età imperiale, molte città lucane si risollevarono, ma Heraclea fu abbandonata quasi del tutto dai suoi abitanti. Intorno al V-VI secolo ci fu una ripresa economica e demografica. Tra i reperti si segnalano statuette, tra cui quelle dedicate ad Artemide e a Zeus, e altri oggetti di uso quotidiano.

## Attività
Il Museo, che ospita circa 40.000 visitatori all'anno, rientra in un più ampio itinerario turistico e culturale. Il Museo ospita regolarmente mostre temporanee ogni anno, come quella intitolata "Coloni greci e italici: le forme dell’integrazione", che ha esposto reperti provenienti da sepolture rinvenute in diverse cittadine lucane datate dal VII al IV secolo a.C. manufatti pregiati in bronzo, ferro e ambra, e molte ceramiche greche.

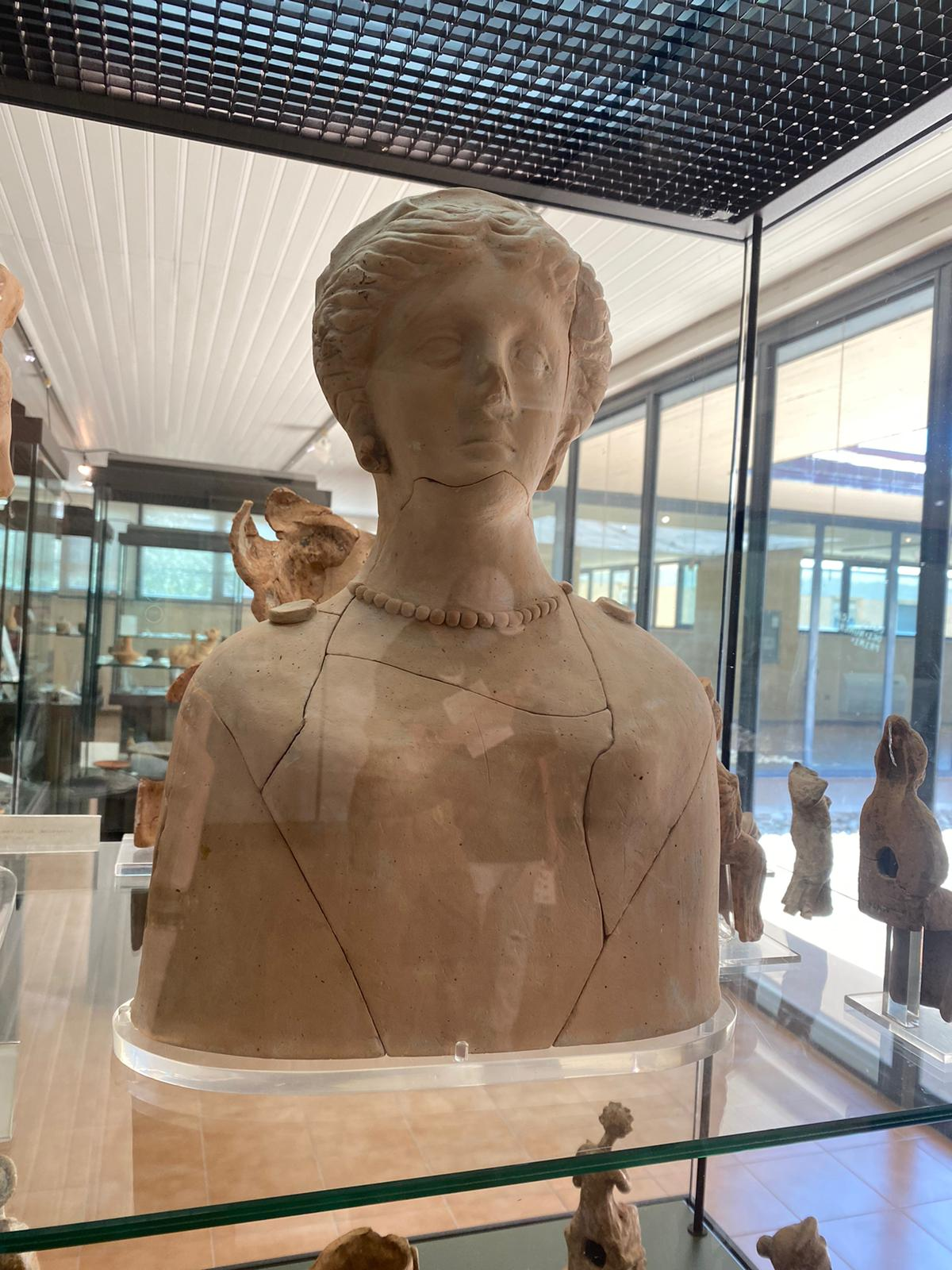

Ogni anno il museo ospita opere e reperti messi a disposizione temporaneamente dal Ministero della cultura e le Attività Culturali. L'esposizione unisce i reperti di molti comuni della Basilicata tra cui Bernalda, Policoro, Pisticci, Craco. Tra le mostre temporanee si segnalano anche una dedicata al tema dell'Eros e un'altra dedicata ai reperti rinvenuti nei pressi della Strada Statale Jonica.